# Политички статус Гибралтара
Гибралтар, британска прекоморска територија на крајњем југу Иберије, субјекат је формалних захтева за реинтеграцију у оквир Шпаније која ово подручје сматра колонијом. Велика Британија је ову територију окупирала 1704. године у периоду рата за шпанско наслеђе (1701–1714). Шпанска монархија је 1713. године перманентно предала територију под британску управу кроз параграф X Споразума у Утрехту при чему се ова одредба односила на нешто ужу територију од данашњег територија Гибралтара. Шпанија је у предстојећем периоду покушала поново да освоји Гибралтар водећи опсаде 1727. и у периоду од 1779. до 1783. године. Британски суверенитет над Гибралтаром потврђен је кроз уговоре у Севиљи 1729. и Паризу 1783. године. Позиција Уједињених нација по питању политичког статуса Гибралтара дефинисана је тиме што се територија још од 1946. године налази на листи територија без самоурпавног статуса и као таква спада у групу територија у којима постоји обавеза да се проведе процес деколонизације.
Повратак Гибралтара под шпанску власт постао је службени циљ владине политике за време владавине диктаторског режима Франциска Франка, а задржале су га и власти кроз и након периода демократске транзиције земље. Становништво Гибралтара у великој мери одбацује захтеве Шпаније па на територији не постоји нити једна политичка партија која би подржавала идеју уједињења са Шпанијом. Британске власти су временом пренеле део својих овлашћења на локалну Владу Гибралтара коју бирају становници територија који имају британско држављанство. На референдуму о подељеном суверенитету из 2002. године који је једнострано организовала Влада Гибралтара након постизања иницијалног међидржавног споразима о подели суверенитета, чак 98.97% гађана Гибралтара гласовало је против поделе суверенитета са Шпанијом и уз излазност од 87.9%. Британске власти од тада одбијају преговоре о суверенитету над овим територијем који као страну у преговорима не би узимали и експлицитно изражену вољу становника територија.
Посланици у локалном парламенту Гибралтара су 2000. године потписали декларацију јединства у којој се истакли да народ Гибралтара никада неће да пристане на компромис, предају или трговину са суверенитетом или својим правом на самоопредељење као и да Гибралтар жели конструктивне европске односе са Шпанијом. Декларација је истакла и како Гибралтар припада народу Гибралтара и да нити Шпанија нити Британија то право не могу да доводе у питање Статус Гибралтара и контроле граница поново су постале важно политичко питање након што су грађани Уједињеног Краљевства 2016. године гласовали за излазак из Европске уније. Велика већина становника Гибралтара је на референдуму гласовала за останак у ЕУ, а територија је искључена из споразума ЕУ и УК уз одлуку да се до постизања посебног споразума за Гибралтар на ово полуострво примењују неформални договори.